# Peltis grossa
Peltis grossa là một loài bọ cánh cứng trong họ Trogossitidae. Loài này được Linnaeus miêu tả khoa học năm 1758.

## Hình ảnh

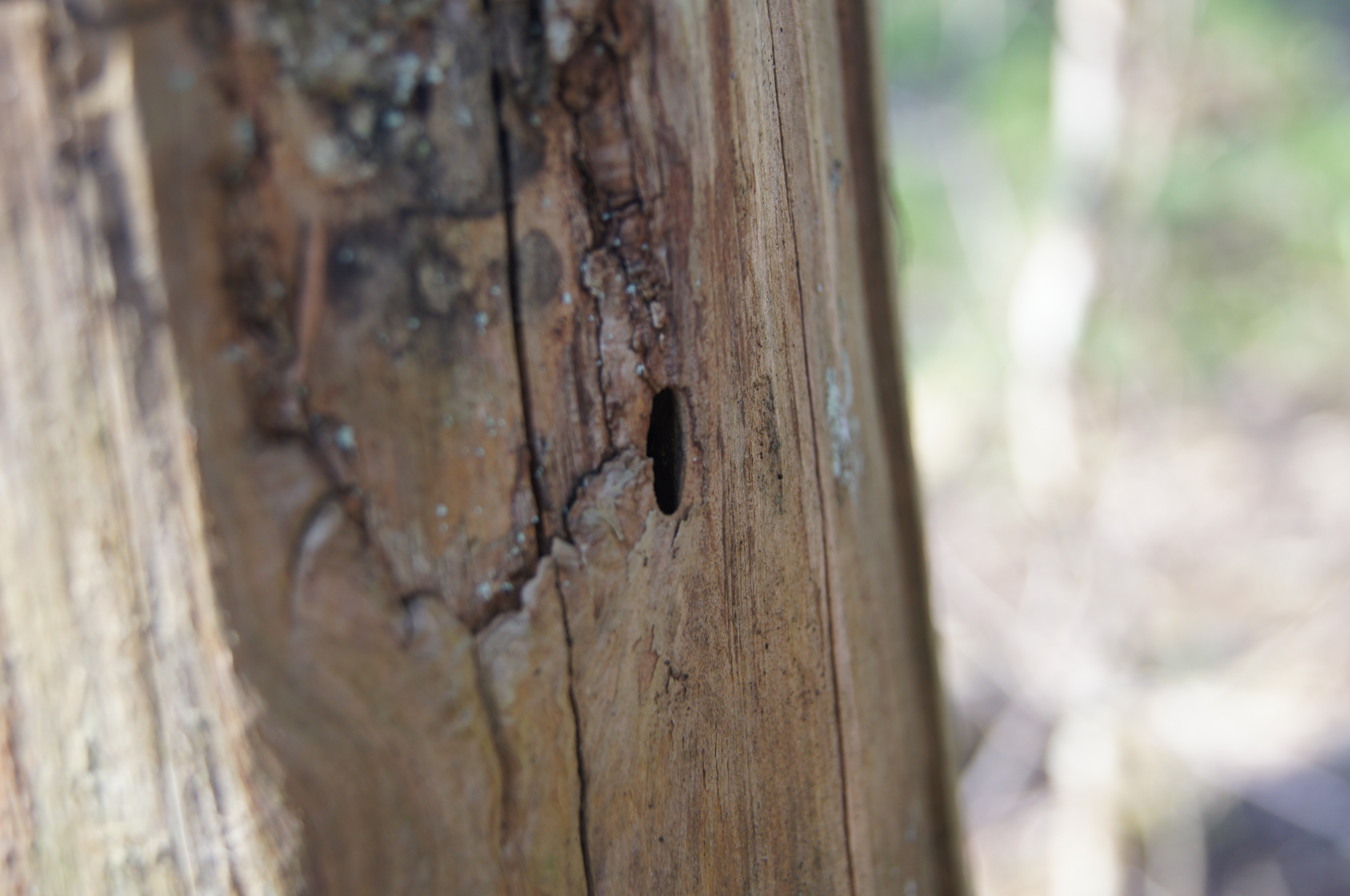
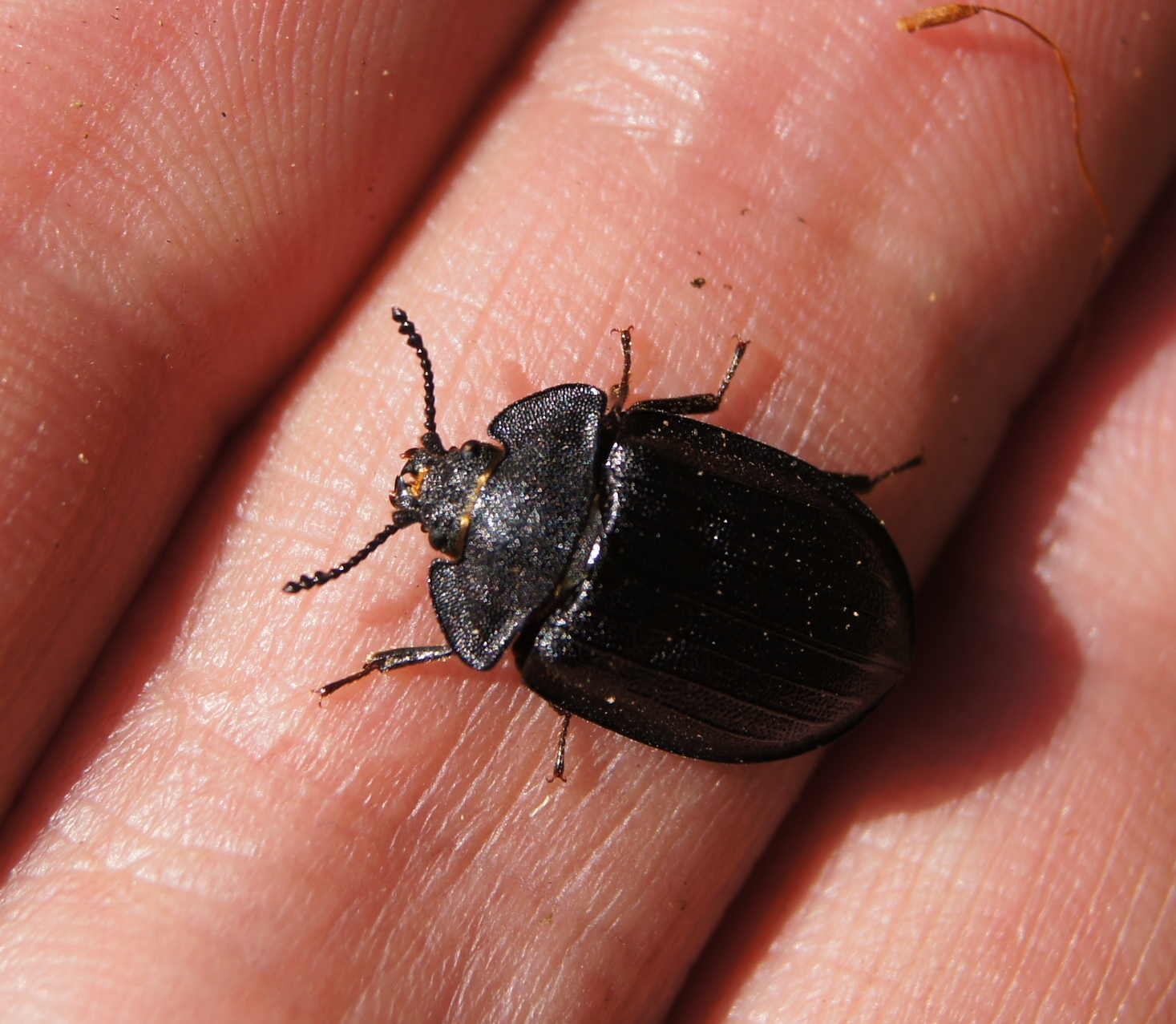
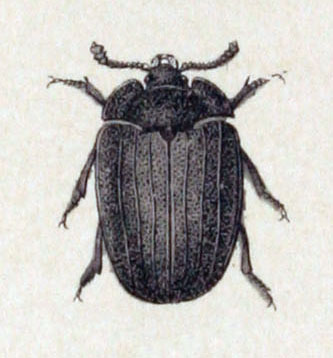
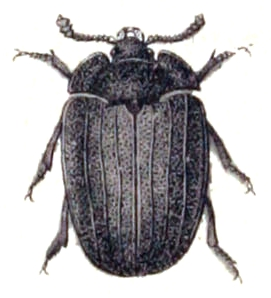